# Південний парк: Постковідний спецвипуск: Повернення COVID
«Південний парк: Постковідний спецвипуск: Повернення COVID» (англ. South Park: Post COVID: The Return of COVID) — американський анімаційний фільм 2021 року, заснований на мультсеріалі «Південний парк». «Південний парк: Постковідний спецвипуск: Повернення COVID» — другий з чотирнадцяти майбутніх фільмів «Південного парку» для стрімінгового сервісу Paramount+. Прем'єра мультфільму відбулася 16 грудня 2021 року.

## Сюжет

### Початкова часова лінія
Після подій попередньої серії «Південний парк: Після COVID'а» Стен Марш згадує, як у 2020 році він, Кайл Брофловскі, Ерік Картмен і Кенні Маккормік були відправлені додому на карантин через спалах COVID-19, перш ніж вони змогли реалізувати свій план із шантажу однокласниці Хізер Вільямс, щоб дістати квитки на матч Денвер Наггетс, а також згадує підпал «Ферми надійності» та тим самим неусвідомлене вбивство Шеллі Марш. Тим часом все місто як і раніше знаходиться на карантині через новий штаму SARS-CoV-2. Ренді Марш втікає із будинку престарілих з останнім паростком марихуани, знайденим на його фермі. У той момент, коли його збираються схопити працівники будинку престарілих, Токен Блек б'є працівників і забирає Ренді в лабораторію Кенні. У лабораторії Стен, Кайл, Венді Тестабургер, Твік Твік, Крейг Такер, Джиммі Волмер і Клайд Донован не можуть пройти через файрвол Кенні без голосової команди Кенні або його помічника Віктора Чауса, який все ще перебуває в психіатричній лікарні. Венді також розуміє, що для подорожі їм знадобиться алюмінієва фольга, яка в даний час залишилася на вантажних кораблях у Лонг-Біч. Стен і Кайл відправляються в психіатричну лікарню, щоб знайти Віктора Чауса, який може обійти файрвол на комп'ютерах Кенні, в той час як Твік і Крейг намагаються знайти алюмінієву фольгу.
Кайл і Стен прибувають в психіатричну лікарню Південного парку, щоб побачитися з Віктором Чаусом, і коли Кайл читає досьє Віктора, він розуміє, що пацієнта звуть Віктор Хаос. Кайл і Стен входять в кімнату Віктора і виявляють, що Віктор Хаос насправді Батерс Стотч, який тепер повністю пригнічений своєю другою особистістю, після того як його батьки випадково посадили його під замок на 16 років. Хаос одержимий зароблянням грошей за допомогою NFT, але як тільки він згадує про це, психіатри пригнічують особистість хаосу і витягують Кайла та Стена з камери. Головний лікар пояснює, що Хаос був настільки вправний у переконанні інших вкладати гроші в NFT, що його довелося замкнути; тим часом Хаос використовує аркуш паперу, який дав йому Кайл, щоб переконати охоронця випустити його, а після втікає з лікарні.
Повернувшись до лабораторії, Ренді використовує аквапоніку, щоб виростити з останнього паростка більше марихуани. Інші пояснюють йому свій план відправити Кайла і Стена в минуле до того моменту, коли він займався сексом із панголіном в Китаї, і таким чином запобігти поширенню COVID-19, в той час як Ренді переконаний, що відновлення «Ферми надійності» і є вирішення проблеми. Коли Венді просить в уряду більше потужності для лабораторії Кенні, вони спочатку погоджуються допомогти, але коли виявляють, що Клайд не вакцинований, відмовляють. Клайд захищається, кажучи, що одного разу один експерт порадив йому не вакцинуватись.
Тим часом до церкви Південного Парку, де молиться Скот Малкінсон приходить Ерік Картмен із дружиною Єнтл і дітьми Мойшею, Хакімом і Менорою з проханням про допомогу. Ерік обіцяє зробити все можливе, щоб протистояти Кайлу. Картмен використовує церкву, щоб сформувати «Фонд проти подорожей у часі», ховаючи свою дружину та дітей на горищі церкви, де його дочка починає вести щоденник. Твік і Крейг приходять до церкви і випадково кажуть Картмену, що їм потрібна алюмінієва фольга; він ударяє їх і підвішує до стелі. Картмен переконує Клайда приєднатися до його групи, після чого Клайд розповідає, що Баттерс/Хаос є ключем до подорожей у часі. Картмен виявляє, що Батерс намагається продати NFT літнім людям, і змушує його приєднатися до команди. Ерік приводить Батерса до лабораторії, щоб переконати всіх інвестувати в NFT і тим самим зруйнувати їхні плани. Коли Кайл і Стен прибувають до лабораторії, Венді, Токену, Джиммі і Ренді вже промили мізки і тепер вони одержимі NFT. Картмен, Клайд і Батерс викрали все обладнання, перенісши його до церкви разом зі Скотом. Картмен розкриває свій план — відправити Клайда в минуле і вбити молодого Кайла, щоб зупинити плани Кайла стосовно подорожей в часі, в той час як Кайл і Стен приводять всіх у лабораторії до тями. Венді заявляє, що план Кенні полягав не в тому, щоб повернутися до початку розповсюдження COVID-19, а до 10 березня 2021 року і не дати друзям розлучитися. Токен розповідає стену, що єдиною причиною, чому «Травка надійності» була в записах Кенні, полягала в тому, що він хотів впоратися з подорожжю в часі. Ренді, пригнічений тим, що в його марихуані не було нічого особливого, прощає Стена і дає йому новий сорт марихуани, який той не прийняв.
Картмен готує Клайда повернутися в минуле, але коли машина включається, прибувають Стен та Кайл і використовують Amazon Alexa, щоб нейтралізувати Батерса. Картман захищається від Кайла, що призводить до бійки. Дружина Картмена переконує його зупинитися, і Ерік погоджується допомогти Кайлу реалізувати свій план, але молодший син Картмена натискає на перемикач і відправляє Клайда назад у минуле.

### Нова часова лінія
Клайд прибуває у минуле і прямує до свого старого будинку, щоб дістати пістолет свого батька і переконує себе в минулому не вакцинуватись, називаючи себе експертом. На мосту, де хлопці збираються розірвати свою дружбу, з'являється Клайд, щоб застрелити молодого Кайла, але Стен і Кайл також прибувають у минуле, щоб зупинити його. Картмен теж подорожує у часі та застрелює Клайда. Дорослі Стен, Кайл і Картман вирішують закріпити свою дружбу раз і назавжди, виконавши план, який вони збиралися зробити прямо перед початком пандемії: шантажувати однокласницю Хізер Вільямс, змусивши її дістати квитки на матч Денвер Наггетс. Це змушує їх в минулому пробачити один одного та залишатися друзями. Стен також залишає подарунок своєму батькові — сорт марихуани, який Ренді подарував йому в майбутньому. Ренді синтезує з нього новий сорт, який роздає всім безкоштовно. Марихуана змушує всіх у місті прощати один одного за те, як вони поводилися під час пандемії, а також усіх у світі, включаючи протестувальників під час захоплення Капітолія США в 2021 році та Леброна Джеймса, який відмовляється зніматися в Космічному Джемі: Нове покоління. Нова тимчасова лінія змінила життя всіх на краще (залишилися живі Шеллі, Шерон і Кенні), за винятком Картмена, який став бездомним.

## Акторський склад
- Трей Паркер — Стен Марш / Ерік Картмен / Ренді Марш / Джиммі Волмер / Клайд Донован / Айк Брофловськи / Містер Гарісон / Тіммі Барч / Хакім / Мойша
- Метт Стоун — Кайл Брофловскі / Батерс Стотч / Твік Твік / Крейг Такер / Скот Малкінсон
- Ейпріл Стюарт — Венді Тестабургер / Шерон Марш / Шеллі Марш
- Кімберлі Брукс — місіс Нельсон
- Едрієен Бірд — Токен Блек
- Даліла Куджала — Amazon Alexa
- Бетті Бугі Паркер — Менора

## Виробництво
5 серпня 2021 року стало відомо, що Трей Паркер і Метт Стоун підписали угоду на 900 мільйонів доларів про продовження серіалу до 30-го сезону і створення 14 повнометражних фільмів, ексклюзивних для Paramount+. Також було оголошено, що в кінці 2021 року вийдуть два фільми, назви яких на той момент були невідомі.

## Відсилання на поп-культуру
Розмова Стена і Ренді під дощем, є відсиланням до сцени з фільму «Той, що біжить по лезу» (1982). Прибуття Клайда в минуле з метою вбити Кайла, є відсиланням до «Термінатора» (1984). У мультфільмі також є згадка фільму «Космічний джем: Нове покоління» (2021).

## Відгуки та критика
Ден Кефрі з The A.V. Club відзначив «вражаючий трюк» творців: співпереживати новій долі Картмана в зміненому майбутньому. Ліам Хуф з Flickering Myth заявив, що дана серія — це «одна з кращих частин „Південного Парку“, яку Паркер і Стоун створили за останній час». Джастін Епс з Bubbleblabber зазначив, що «Південний парк: Постковідний спецвипуск: Повернення COVID» відмінне повернення Трея Паркера і Метта Стоуна до форми".